# George Galamaz
George Galamaz (n. 5 aprilie 1981, București, România) este un fost fotbalist român care a evoluat la Rapid, Dinamo, Steaua, Unirea Urziceni și a fost component al echipei naționale de fotbal a României pentru care a debutat la 14 octombrie 2009 într-un meci împotriva selecționatei Insulelor Feroe.

## Cariera de fotbalist

### Sportul Studentesc
În 1998, Galamaz a fost promovat de la juniorii Sportului la prima echipă, unde a evoluat până în 2003, bifând 98 meciuri și 4 goluri.

### Rapid București
În 2003, Galamaz a plecat de la Sportul la Rapid București unde a stat doar un an,în 11 meciuri reușea să marcheze odată .

### Dinamo București
În 2004, după un an la Rapid, se transferă la rivala acestora, Dinamo unde, evoluând 2 ani, în 41 de meciuri nu a înscris.

### Unirea Urziceni
În 2007, Galamaz semna cu Unirea Urziceni, unde avea să joace 3 ani și jumătate, în 118 meciuri marcând de 10 ori.

### Steaua București
În 2010, Galamaz semna cu a patra și ultima echipă importantă din București, Steaua. La Steaua a evoluat 1 an și jumătate, în 15 meciuri înscriind un gol cu ȚSKA Sofia.

### Universitatea Cluj
În decembrie 2011 contractul său cu Steaua a expirat, iar el nedorind să prelungească înțelegerea, a semnat cu U Cluj.

## Performanțe internaționale
A jucat pentru Unirea Urziceni în grupele UEFA Champions League 2009-10, contabilizând 5 meciuri în această competiție.
A jucat pentru Steaua București de 2 ori în grupele UEFA Europa League, în sezoanele 2010-2011 și 2011-2012. În primul sezon nu au trecut de grupe, terminând pe 3, iar în 2011-2012 s-au calificat terminând pe 2 în grupă, dar Galamaz pleacă la U Cluj în iarnă și ratează primăvara europeană.

## Titluri
| Sezon     | Club             | Titlu         |
| --------- | ---------------- | ------------- |
| 2004-2005 | Dinamo București | Cupa României |
| 2006-2007 | Dinamo București | Liga I        |
| 2008-2009 | Unirea Urziceni  | Liga I        |
| 2010-2011 | Steaua București | Cupa României |